# 中務裕太
中務裕太（日语：／，1993年1月7日—）是日本的舞者。GENERATIONS from EXILE TRIBE的成員。
出生於日本大阪，身高171cm，血型B型，隸屬於藝能事務所LDH。

## 簡歷
2011年年末作為GENERATIONS的支援隊員進行活動。
2012年9月11日作為GENERATIONS的正式成員加入。
2012年11月21日以組合GENERATIONS from EXILE TRIBE正式出道。

## 獲獎
- 「number one」冠軍（2005年）
- 「DANCE ATTACK」亞軍（2006年）
- 「soul full Sunday vol.2」冠軍（2008年）
- 「グダグダ茨木 2ON2」亞軍（2010年）

1. ↑  . www.ldh.co.jp.   [2025-03-11].